# Vicente Fox
Vicente Fox Quesada (Mexico-Stad, 2 juli 1942) is een Mexicaans politicus en zakenman. Hij was president van Mexico van 2000 tot 2006. Fox was de eerste die als oppositiekandidaat tot president werd gekozen sinds bijna een eeuw.

## Vroege jaren
Fox werd geboren in Mexico-Stad maar woonde het grootste deel van zijn jeugd in San Francisco del Rincón in de staat Guanajuato. Zijn vader was een Amerikaan van Ierse (mogelijk Duitse) afkomst, zijn moeder van Spaanse. Hij studeerde aan de Universidad Iberoamericana en Harvard University, maar studeerde niet af. Pas in 1999 haalde hij alsnog zijn titel. Hij begon in 1964 bij Coca-Cola FEMSA, de Mexicaanse tak van the Coca Cola Company. waar hij op elf jaar tijd opklom tot jongste directeur van Latijns-Amerika. In 1970 trouwde hij met Liliana de la Concha, een receptioniste bij Coca-Cola. Het paar adopteerde vier kinderen, maar scheidde in 1990.
In 1980 sloot hij zich op uitnodiging van Manuel Clouthier aan bij de conservatieve Nationale Actiepartij (PAN). In 1988 werd hij in de Kamer van Afgevaardigden gekozen. In 1991 was hij de PAN-kandidaat voor de gouverneursverkiezingen in Guanajuato. Deze verloor hij aan de kandidaat van de destijds oppermachtige Institutioneel Revolutionaire Partij (PRI), maar velen meenden dat er fraude in het spel was geweest. Na protesten werd Fox' partijgenoot Carlos Medina Plasencia tot interim-gouverneur benoemd. Vier jaar later werden er nieuwe verkiezingen georganiseerd, die hij won met 58% van de stemmen.

## Verkiezing
In 1997 kondigde hij aan zich presidentskandidaat te stellen bij de volgende verkiezingen. Hoewel dit oorspronkelijk met scepsis ontvangen werd - Fox was nog vrij onbekend in de nationale politiek - genoot hij al snel een vrij grote populariteit. Hij versloeg Diego Fernández de Cevallos dan ook vrij eenvoudig in de voorverkiezingen binnen de PAN. Fox ging de presidentsverkiezingen in als kandidaat voor de Alliantie voor Verandering (Alianza por el Cambio), een coalitie van de Groene Ecologische Partij van Mexico (PVEM) en zijn eigen PAN. Tijdens zijn campagne deed hij een beroep een groep sympathisanten genaamd Amigos De Fox, vrienden van Fox. Deze organisatie hield zich bezig met de financiering van de campagne en had een uitgebreide structuur. Het informele karakter maakte haar echter kwetsbaar. Toen in 2003 aan het licht kwam dat via de structuur buitenlands geld was ontvangen, wat verboden was, werd de politieke partij PAN financieel zwaar beboet.
De verkiezingscampagne was felbevochten. Fox leek een goede kans te hebben de eerste persoon te zijn die de macht van de PRI zou weten te breken. Naast de traditionele achterban van de PAN kreeg hij ook steun van delen van links, die hoopten dat Fox een einde zou kunnen maken aan de dominantie van de PRI en ontevreden waren met de alweer derde poging op president te worden van de linkse kandidaat Cuauhtémoc Cárdenas. Een voorstel waarbij links en rechts samen een kandidaat zouden stellen tegen de PRI werd door zowel Fox als Cárdenas afgewezen. Fox trok streng ten strijde tegen de PRI en voerde een campagne die door een deel van de PAN als te populistisch en platvloers werd beschouwd. Zo insinueerde hij dat de PRI-kandidaat Francisco Labastida homoseksueel zou zijn, iets waarvoor hij later zijn excuses aanbood.
In de weken voor de verkiezingen werd duidelijk dat Fox een goede kans had om te winnen. De vraag was alleen of de PRI, die al sinds 1929 onafgebroken regeerde, een verlies zou accepteren. Fox won de presidentsverkiezingen van 2 juli 2000 (toevallig ook op zijn verjaardag, de 58ste) met 44% van de stemmen. Hij versloeg Francisco Labastida van de PRI en Cuauhtémoc Cárdenas van de Partij van de Democratische Revolutie (PRD). Uitgaand president Ernesto Zedillo gaf al op de verkiezingsavond de nederlaag van zijn partij toe en feliciteerde Fox, wat veel van zijn partijgenoten hem niet in dank afnamen. Fox werd ingehuldigd op 1 december 2000. Hij werd daarmee de eerste president in 71 jaar die niet van de PRI was. Om zijn goede wil te tonen nam Fox na zijn verkiezing ook een aantal PRI- en PRD-leden op in zijn kabinet, zodat een PAN-leider gekscherend vroeg of Fox nog wel leden van zijn eigen partij in zijn regering zou opnemen.

## Presidentiële termijn
Fox' belangrijkste verkiezingsbeloftes waren het "in vijftien minuten" oplossen van het conflict met het Zapatistisch Nationaal Bevrijdingsleger (EZLN) in Chiapas en een economische groei van 7% per jaar boeken. Voor het probleem met de Zapatistas liet hij het congres een oplossing vinden, en het doel van 7% groei per jaar werd bijgesteld naar een verwezenlijkte 7% groei gedurende Fox' termijn. Een wet die de positie van de Indianen zou moeten verbeteren werd sterk verwaterd door de PRI en delen van de PAN in het Congres werd dermate verwaterd dat Zapatistenleider Subcomandante Marcos opmerkte dat de Indianen onder deze wet "nog slechter af zouden zijn dan ze nu al zijn." Wel stond het Fox de Zapatisten toe in 2001 Mexico-Stad te bezoeken.
Hij huwde in 2001 Marta Sahagún, een oud-medewerkster uit zijn staat Guanajuato. Dit huwelijk werd per ongeluk te vroeg aangekondigd door de Spaanse minister-president José María Aznar, die op staatsbezoek was in Mexico. Daar zowel Fox als Sahagún gescheiden waren zorgde dit voor enige opschudding onder zijn overwegend katholieke aanhang. Vanwege een aantal kleine corruptieschandalen en haar vermeende dominante karakter is Sahagún niet populair geworden onder de Mexicanen.
Alhoewel hij als president in eigen land gedurig wordt aangevallen door zijn tegenstanders en door voornamelijk linkse intellectuelen, kon Fox midden 2004 toch rekenen op een belangrijke steun van de bevolking volgens opiniepeilingen. Zijn beleid heeft zich gekenmerkt door de strijd tegen de drugskartels en de corruptie op federaal niveau en het promoten (alhoewel zonder veel succes) van structurele hervormingen in de Mexicaanse grondwet die de economische groei moeten stimuleren. Ook heeft hij gepoogd misdaden die in het verleden begaan zijn onder de PRI-regering aan het licht te stellen en te veroordelen, en benoemde Ignacio Carrillo als speciaal aanklager. Dit heeft echter nauwelijks iets opgeleverd, evenmin als de structurele economische hervormingen, daar de PAN geen absolute meerderheid in het congres had, en daarom afhankelijk was van de PRI om dergelijke maatregelen door te drukken. In de congresverkiezingen van 2003 kreeg de PAN zware klappen en werd de PRI weer de grootste partij, terwijl de PAN ook een aantal gouverneursposten kwijtraakte.
Tegenstanders verwijten Fox dat hij vaak niet of te laat reageert op kritieke momenten. Toen in oktober 2001 de prominente mensenrechtenactiviste Digna Ochoa werd vermoord duurde het een paar dagen tot Fox de moord veroordeelde terwijl de politieke gevangenen waarvan Ochoa advocate was gewoon vast bleven zitten. Critici verwijten het Fox bovendien dat hij niet serieus werk maakt van de bevordering van de mensenrechten. Zo heeft de Mexicaanse regering geen werk gemaakt van het structureel bestrijden van de honderden moorden op vrouwen in Ciudad Juárez en heeft hardhandig politie-optreden in Lázaro Cárdenas en San Salvador Atenco in 2006 tot meerdere doden geleid. In februari 2005 werd een van Fox' medewerkers (verantwoordelijke voor de reisplanning van de president) aangehouden voor onderzoek toen een video verscheen waarin de man contact had met iemand van een drugskartel. De president verklaarde dat de mediaheisa hieromtrent flink overdreven werd.

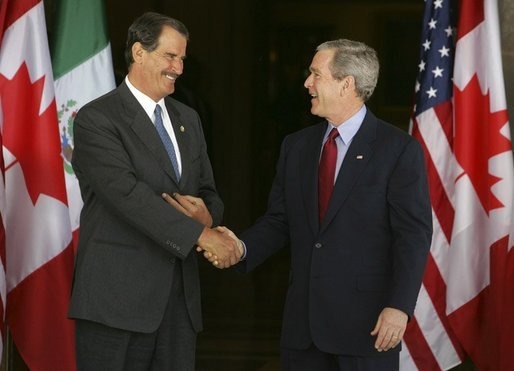
Fox met George W. Bush
(2005)

De president kwam soms in het nieuws door ongenuanceerde of ondoordachte uitspraken. In 2005 was er een kleine rel met de Afro-Amerikanen in de Verenigde Staten toen Fox tijdens een toespraak verklaarde dat "de Mexicaanse immigranten in de Verenigde Staten het werk uitvoeren dat zelfs de zwarten niet willen doen". Deze uitspraak werd bekritiseerd door een aantal prominente Afro-Amerikanen, waaronder Jesse Jackson. Fox verklaarde hierop dat zijn uitspraken verkeerd waren uitgelegd, en dat hij enkel wilde doelen op de soms vernederende restricties op Mexicaanse immigranten. Hierna legden Jackson en Fox hun ruzie bij. Sommige van Fox' uitspraken worden wel vergeleken met de bushismes van de Amerikaanse president George W. Bush. Bekende voorbeelden zijn het aanspreken van de Spaanse koning met "mijn koning" (mi rey) en "Je eet en je gaat weer weg" ("Comes y te vas."), dat Fox zei tegen Fidel Castro aan de vooravond van een internationale conferentie die in Mexico zou worden gehouden.
In 2004 werd Fox bij zijn jaarlijkse toespraak in het Congres onderbroken door een afgevaardigde van de PRI die van mening was dat Fox geen realistisch beeld van zaken gaf en hem vroeg of "u me kunt uitnodigen in Foxilandia zodat ik het kan leren kennen" antwoordde Fox "Foxilandia is hier". Sindsdien is 'Foxilandia' een spottende bijnaam geworden van de 'wondere wereld' waar Vicente Fox in zou leven die in verschillende satirische films en programma's is gebruikt.
Het buitenlands beleid van Fox kenmerkte zich door het afstappen van de Estradadoctrine, waarbij Mexico elke buitenlandse regering respecteerde zonder rekening te houden met de manier waarop deze aan de macht was gekomen. Hierdoor bekoelde de relatie tussen Cuba en Mexico, die in het verleden relatief goed was geweest. Hoewel Fox enkele keren conflicten heeft gehad met de Verenigde Staten, onder andere over de Amerikaanse invasie in Irak en het bouwen van een muur op de grens tussen Mexico en de Verenigde Staten, was de verhouding met de noorderbuur over het algemeen redelijk. In november 2005, na het mislukken van de FTAA-top, kwam Fox in botsing met de Venezolaanse president Hugo Chávez. Chávez zei het te betreuren dat "de president van een volk als de Mexicanen een schoothondje van het imperium is geworden." Fox riep de Venezolaanse ambassadeur op het matje en eiste excuses van Chávez. Deze weigerde dit echter, en beide landen riepen hun ambassadeurs terug.

## Opvolging en nalatenschap

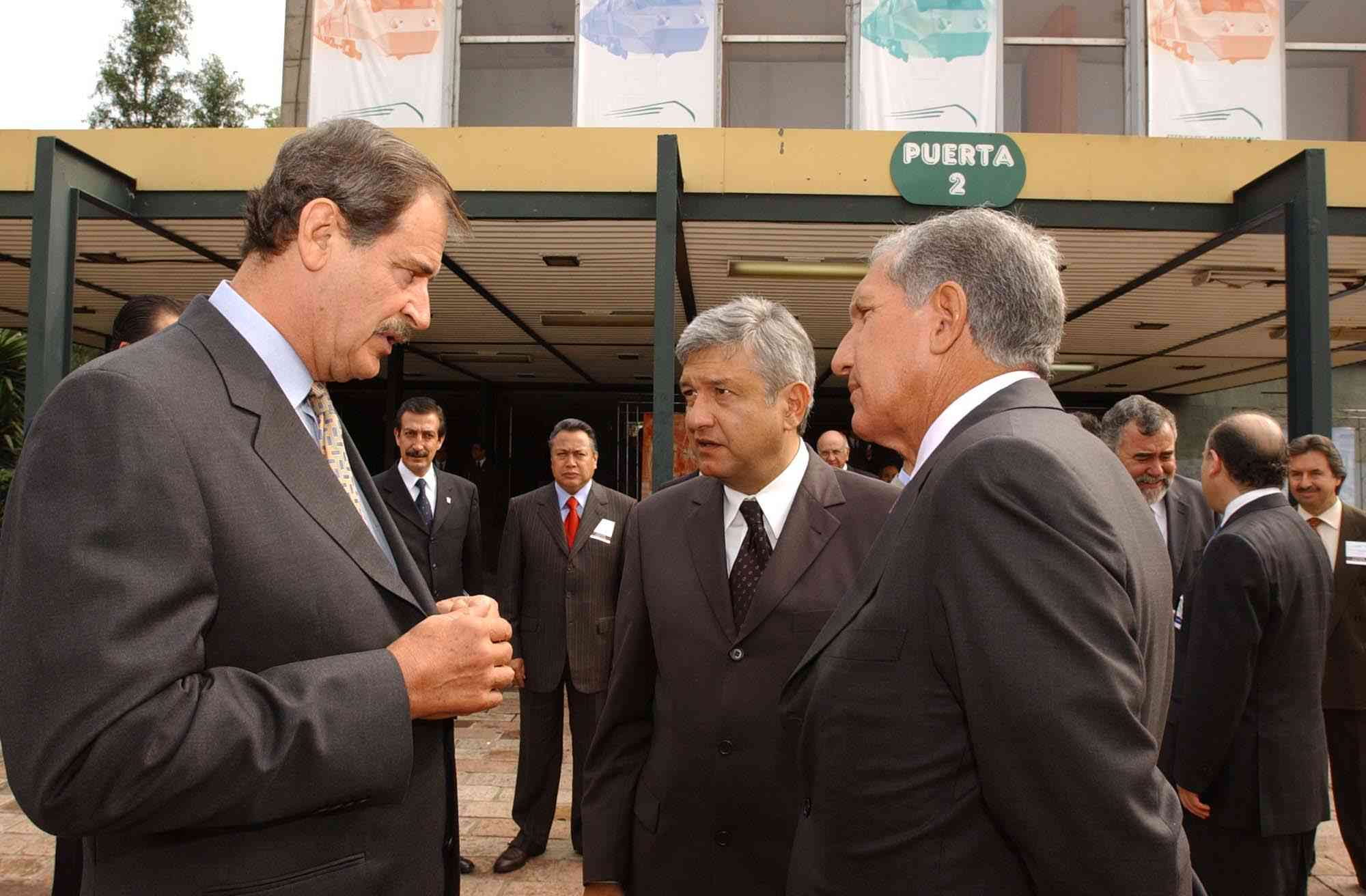
Fox, López Obrador en Arturo Montiel
(2003)

Tegenstanders van Fox zeggen dat er sinds Fox' verkiezing weinig is veranderd. Fox' economische beleid week niet noemenswaardig af van dat van zijn voorgangers en in de laatste jaren van zijn termijn werden er nauwelijks nog vorderingen geboekt op het terrein van de mensenrechten. Fox verdedigt zichzelf hiertegen door te zeggen dat hij vaak met een onwillig parlement zit. De PRI, ontevreden dat ze de macht kwijt is geraakt, wil nogal eens plannen van Fox in het parlement blokkeren. Hoewel de president er een veto tegen kan gebruiken, doet Fox dat bijna nooit, omdat hij dat ondemocratisch vindt. Bovendien heeft de PRI voordat ze de macht kwijtraakten de macht van de president weten te verkleinen ten gunste voor de Senaat. Er wordt dan ook verwacht dat Fox na het eind van zijn termijn meer herinnerd zal worden vanwege het feit dat hij de zeven decennia durende macht van de PRI heeft weten te breken dan om het beleid dat hij tijdens zijn termijn heeft gevoerd.
Fox kon geen tweede termijn als president dienen, aangezien het de president grondwettelijk niet is toegestaan meer dan één termijn te dienen. Hoewel het er lange tijd naar uitzag dat PRD-kandidaat Andrés Manuel López Obrador de volgende presidentsverkiezingen zou winnen, wist in de laatste maanden voor de verkiezingen Felipe Calderón van Fox' PAN in de peilingen te stijgen. Uiteindelijk won Calderón de verkiezingen met minder dan één procent verschil. Volgens López Obrador en diens Partij van de Democratische Revolutie (PRD) is er echter verkiezingsfraude in het spel is geweest. López Obrador wist grote delen van de bevolking te mobiliseren voor protestacties. Hierdoor kon de jaarlijkse speech van de president aan het begin van het parlementaire jaar op 1 september niet doorgaan, omdat parlementariërs van de PRD verhinderden dat Fox zijn toespraak kon houden. Uit veiligheidsoverwegingen verplaatste Fox twee weken later de jaarlijkse toespraak op Grito de Dolores, de Mexicaanse Onafhankelijkheidsdag, naar Dolores Hidalgo, de plaats waar de onafhankelijkheid werd uitgeroepen. Uiteindelijk verklaarde het Kiestribunaal dat de verkiezingen voldoende eerlijk waren geweest, maar tikte het Fox wel op de vingers wegens diens bemoeienissen met de campagne.
Fox trok zich na 2006 terug uit de Mexicaanse politiek. In september 2007 werd na een tijdschriftreportage waaruit bleek dat zijn ranch in San Cristóbal tijdens zijn presidentschap fors is uitgebreid een gerechtelijk onderzoek, daar hij zich tijdens zijn presidentschap onrechtmatig verrijkt zou hebben.
Fox heeft sinds het eind van zijn presidentschap regelmatig publieke spreekbeurten gegeven en zijn mening laten horen over de Mexicaanse politiek, terwijl het in Mexico gebruikelijk is dat ex-presidenten zich na hun termijn niet meer met politiek bemoeien. Minister van binnenlandse zaken Francisco Javier Ramírez Acuña heeft Fox verzocht zich voortaan stil te houden, maar Fox heeft te kennen gegeven dat de tijden van de PRI voorbij zijn en dat hij als ex-president evenveel vrijheid van meningsuiting heeft als elke andere Mexicaan. In 2013 opperde hij dat Mexico marihuana zou moeten legaliseren, zodat het land een grote exporteur kan worden naar landen waar dit al legaal is. Het zou de enige oplossing voor het grootschalige drugsgeweld in zijn land. Hij voegde eraan toe dat mocht het zover komen, hij zichzelf onmiddellijk zou storten op de kweek en verhandeling van de drug.

## Trivia
Met een lengte van 1 meter 98 was Fox een van 's werelds langste staatshoofden.